# Pourouma cuspidata
Pourouma cuspidata är en nässelväxtart som beskrevs av Otto Warburg och Gottfried Wilhelm Johannes Mildbraed. Pourouma cuspidata ingår i släktet Pourouma och familjen nässelväxter. Inga underarter finns listade i Catalogue of Life.